# Darż
Darż is een plaats in het Poolse district  Goleniowski, woiwodschap West-Pommeren. De plaats maakt deel uit van de gemeente Maszewo en telt 376 inwoners.